# Manique do Intendente
Manique do Intendente ist ein Ort und eine ehemalige Gemeinde (Freguesia) im portugiesischen Kreis Azambuja. In der Gemeinde lebten 1141 Einwohner (Stand 30. Juni 2011).
Am 29. September 2013 wurden die Gemeinden Manique do Intendente, Maçussa und Vila Nova de São Pedro zur neuen Gemeinde União das Freguesias de Manique do Intendente, Vila Nova de São Pedro e Maçussa zusammengefasst. Manique do Intendente ist Sitz dieser neu gebildeten Gemeinde.
Namensgebend war Pina Manique, ein bedeutender portugiesischer Jurist und Polizeipräfekt zu Beginn des 19. Jahrhunderts.